# Polyacide
Un polyacide ou acide polyfonctionnel  est un acide qui a la possibilité de libérer en solution aqueuse plusieurs ions H+ (ou protons) par opposition aux monoacides qui ne peuvent en libérer qu'un. Cette libération de protons se fait de manière successive ou simultanée. À chaque libération de protons correspond un unique couple acide-base et son pKa associé.

## Exemple de réactions

Structure de l'acide phosphorique.

Cas de l'acide phosphorique qui peut céder trois protons et est alors triacide :
H3PO4 + H2O  {\displaystyle \rightleftharpoons }  H2PO4− + H3O+     pKa1 = 2,15
H2PO4− + H2O  {\displaystyle \rightleftharpoons }  HPO42− + H3O+     pKa2 = 7,20
HPO42− + H2O  {\displaystyle \rightleftharpoons }  PO43− + H3O+     pKa3 = 12,42

## Exemples
- Diacides :
  - Acide ascorbique et acide érythorbique (acides organiques)
  - Acide carbonique : H2CO3
  - Acide chromique
  - Acide sulfurique (acide minéral) : H2SO4
- Triacides :
  - Ion oxonium : H3O+
  - Acide phosphorique : H3PO4
  - Acide citrique (acide tricarboxylique) : C6H8O7